# Por la mañana (programa de televisió de 2002)
Por la mañana va ser un magazín de televisió espanyol produït per Televisió Espanyola per a La 1, que ho va emetre de dilluns a divendres, d'11.30 a 13:15h, des del 5 de setembre de 2002 fins al 20 de març de 2008.

## Format
Dirigit per Alfonso Yunta i presentat per Inés Ballester, en una primera etapa, i fins a setembre de 2004, va comptar amb la col·laboració del cuiner Karlos Arguiñano. A més en el mini-espai Así son las cosas, Manuel Giménez, ex-policia, realitzava la crònica de successos.
El programa combina notícies, informació sobre temes d'interès, consum, cuina, crònica rosa, entrevistes i debats.

## Altres dades
L'espai va ser presentat per la Silvia Jato en l'estiu de 2007.
Des de setembre de 2007, Ballester va estar acompanyada en la presentació pel periodista Iñaki del Moral en substitució de Manuel Giménez.

## Audiències
Tan sols un mes després de la seva estrena, s'aconseguia captar l'atenció de 903.000 espectadors amb una quota del 28,1%, convertint-se, per primera vegada, en l'espai més vist del seu franja horària.
Al desembre de 2005 el programa va aconseguir de nou el lideratge d'audiència, amb un 27,3% de quota de pantalla i 1.065.000 televidents, superant al programa d'Ana Rosa Quintana Va obtenir una mitjana de 21'6% durant la temporada.
En la temporada 2006-2007 va descendir, no obstant això, al 15% de quota de pantalla.
El gener de 2008 ocupava la tercera posició en quota de pantalla, després dels programes d'Ana Rosa Quintana i Susanna Griso, amb 15.5% i 471.000 espectadors. Recordant que els programes de la competència començaven a les 9.00 i aquest a les 11.00, per la qual cosa molts televidents s'oblidaven del programa per estar en uns altres.
Els escassos índexs d'audiència van propiciar la cancel·lació del programa al març de 2008 i la seva substitució per Esta mañana, amb Pepa Bueno.

### Evolució de les audiències
Audiència mitjana segons les dades de TN Sofres.
- Temporada 2002/03: 25,2% de quota de pantalla i 793.000 espectadors
- Temporada 2003/04: 25% de quota de pantalla i 933.000 espectadors
- Temporada 2004/05: 21,2% de quota de pantalla i 748.000 espectadors
- Temporada 2005/06: 21,6% de quota de pantalla i 822.000 espectadors
- Temporada 2006/07: 16,7% de quota de pantalla i 624.000 espectadors
- Temporada 2007/08: 16,2% de quota de pantalla i 498.000 espectadors

## Premis
- Antena de Oro 2005 per a Inés Ballester